# Sailly-Labourse
Sailly-Labourse ist eine französische Gemeinde mit 2.535 Einwohnern (Stand: 1. Januar 2022) im Département Pas-de-Calais in der Region Hauts-de-France. Sie ist Teil des Kantons Douvrin (bis 2015: Kanton Nœux-les-Mines) im Arrondissement Béthune. 

## Geographie
Sailly-Labourse liegt etwa fünf Kilometer südöstlich von Béthune. Umgeben wird Sailly-Labourse von den Nachbargemeinden Beuvry im Norden, Annequin im Osten, Mazingarbe im Süden und Südosten sowie Labourse im Westen.
Durch die Gemeinde führt die frühere Route nationale 43 (heutige D943).

## Bevölkerungsentwicklung
| Jahr      | 1962 | 1968 | 1975 | 1982 | 1990 | 1999 | 2006 | 2012 |
| Einwohner | 1966 | 1957 | 1889 | 1750 | 1938 | 2013 | 2120 | 2151 |

## Sehenswürdigkeiten
- Kirche Saint-Martin aus dem 16. Jahrhundert
- Schloss Les Près aus dem 18. Jahrhundert

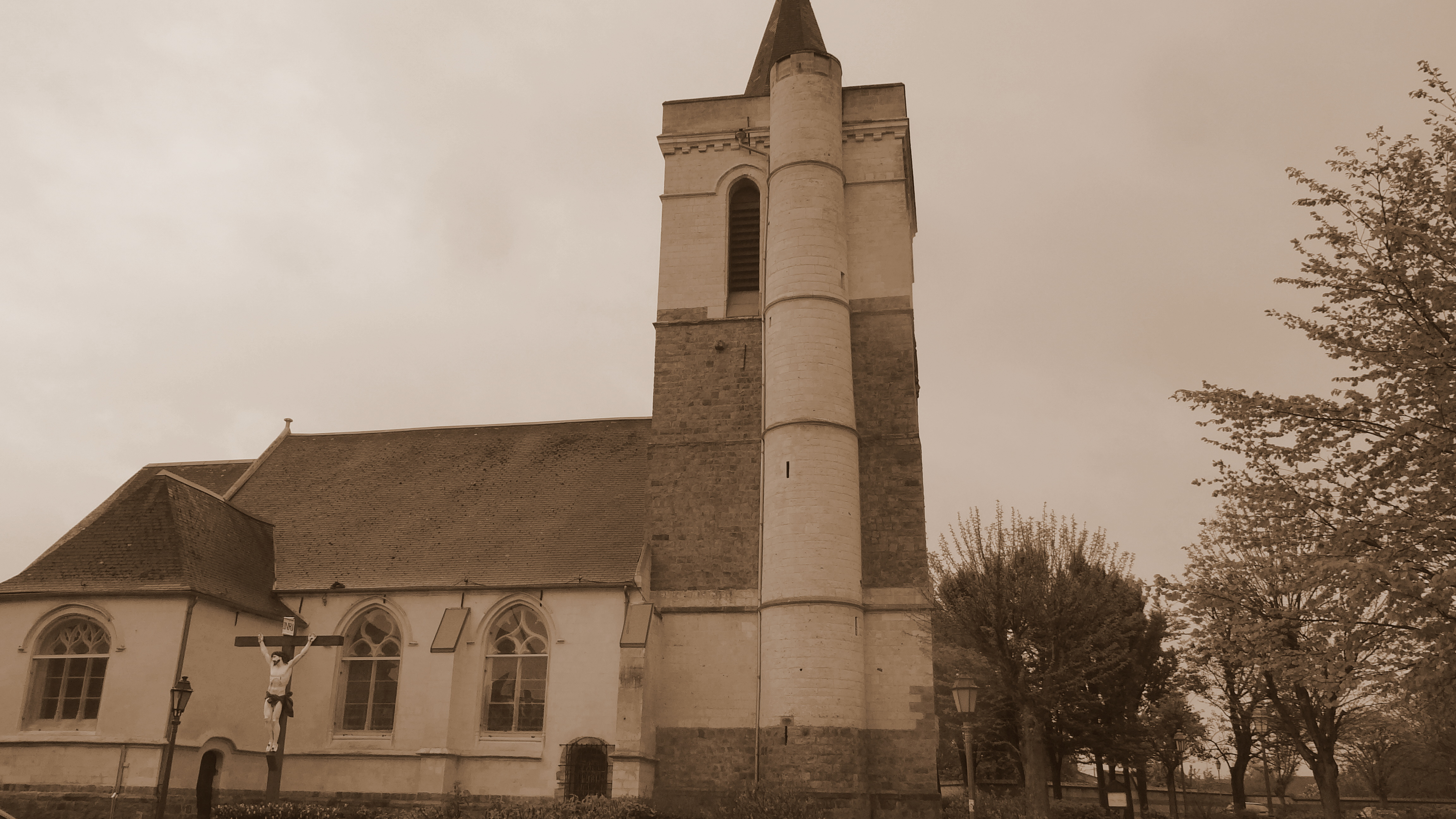
Kirche Saint-Martin

- Britischer Militärfriedhof